# Ctenucha chreovenata
Ctenucha chreovenata är en fjärilsart som beskrevs av Felix Bryk 1953. Ctenucha chreovenata ingår i släktet Ctenucha och familjen björnspinnare. Inga underarter finns listade i Catalogue of Life.